# Freiburg
 Ovo je glavno značenje pojma Freiburg. Za druga značenja pogledajte Freiburg (razdvojba).
Freiburg im Breisgau (njemački: Freiburg im Breisgau, alemanski: Friburg im Brisgau, francuski: Fribourg-en-Brisgau, talijanski: Friburgo in Brisgovia) nakon Stuttgarta, Mannheima i Karlsruhea četvrti je grad po veličini njemačke savezne pokrajine Baden-Württemberg i najjužniji njemački veliki grad.

## Općenito
Freiburg je sa svojih 229.636 stanovnika (2017.) jedan od najomiljenijih sveučilišnih gradova Njemačke. Zahvaljujući svom položaju na zapadnoj padini Schwarzwalda i u najtoplijem dijelu Njemačke, Freiburg je prvenstveno poznat po blagoj i ugodnoj klimi. 
Metropola na rijeci Dreisam i njezina okolica nude raznovrsne ponude za korištenje slobodnog vremena i za odmor. Ovaj grad na tromeđi Njemačke, Francuske i Švicarske obilježavaju kozmopolitska i topla južnjačka atmosfera. Zbog odlične prometne povezanosti grad pruža izvrsne mogućnosti izleta kako u susjednu Francusku (25 km), tako i u Švicarsku (60 km). 
Zahvaljujući ljepotama grada, dinamičnom studentskom životu i naporima gradske uprave na očuvanju okoliša, Freiburg je posljednjih desetljeća postao vrlo poznat i atraktivan. Mnogobrojni atributi, koje je grad Freiburg stekao od kad je loza Zaehringera 1120. godine osnovala grad i tijekom svoje duge povijesti, oslikavaju raznolikost ovog malog velegrada za kojeg se s pravom kaže da je grad šuma, vina i gotike.

## Povijest
U Freiburgu je 9. studenoga 1897. Lorenz Werthmann osnovao Njemački Caritas, prvu Caritasovu organizaciju u svijetu.

## Znamenitosti
- Freiburška katedrala (Münster) je sa 116 metara visokim gotičkim zvonikom zaštitni znak grada. Povjesničar umjetnosti Jacob Burckhardt nazvao je ovaj zvonik "najljepšim zvonikom kršćanstva".
- Povijesna trgovačka kuća iz 1532. ukrašena grbovima zemalja pod vlašću dinastije Habsburg (između ostalih mogu se vidjeti i grbovi Hrvatske i Dalmacije).
- Hotel/Restaurant Zum Roten Bären u Freiburgu najstarije je svratište Njemačke čiji temelji potječu iz vremena prije 1120. godine.
- Gradska vijećnica
- Haus zum Walfisch (dovršena 1515.) bila je od 1493. sjedište Maximiliana I., njemačkog cara i vladara Freiburga (1490. – 1519.). U njoj je od 1529. – 1531. živio i poznati filozof i humanist Erazmo Roterdamski. Nakon brojnih pregradnji kuća je uništena u bombardiranjima 1944., a po obnovi je poslužila Dariju Argentu za snimanje filma Suspiria. Danas je u njoj sjedište jedne banke.
- Schwabentor
- Martinstor
- Barokna Sveučilišna crkva (Jezuitska crkva)
- Kurija Colombischlößle na Rotteckringu
- Nadbiskupski ordinarijat sagrađen u jedinstvenom neoromaničkom stilu
- Kazalište sagrađeno u secesijskom stilu
- Nadbiskupski arhiv
- Vidikovac Schlossberg
- Wentzingerhaus iz 1761. u kojoj je smješten Povijesni muzej grada Freiburga
- Samostan sv. Augustina Pustinjaka čiji najstariji dijelovi potječu iz 14. stoljeća

## Sveučilište
Albert Ludwig Universität Freiburg osnovano je 1457. godine i ubraja se u najstarija njemačka sveučilišta. Na jednom od najomiljenijih sveučilišta Njemačke s 11 fakulteta i više od 80 smjerova studira oko 21.000 studenata, od toga 17,5% iz zemalja cijelog svijeta.

## Poznate osobe
- Berthold Schwarz, alkemičar i izumitelj baruta
- Martin Waldseemüller, prvi upotrijebio naziv "Amerika"
- Constantin Fehrenbach, kancelar za vrijeme Weimarske Republike (1920. – 1921.)
- Joseph Wirth, kancelar za vrijeme Weimarske Republike (1921. – 1922.)
- Edmund Husserl, filozof
- Martin Heidegger, filozof i kratkotrajni rektor sveučilišta za vrijeme nacističke diktature
- Eugen Fink, filozof
- Hermann Staudinger, dobitnik Nobelove nagrade za kemiju
- Bernhard Witkop, kemičar
- Edith Stein, svetica
- Wolfgang Schäuble, predsjednik njemačkog Bundestaga
- Charles Regnier, glumac
- Joachim Löw, izbornik njemačke nogometne reprezentacije
- Til Schweiger, glumac i filmski redatelj

## Gradovi prijatelji
- Besançon, Francuska, od 1959.
- Innsbruck, Austrija, od 1963.
- Padova, Italija, od 1967.
- Guildford, Ujedinjeno Kraljevstvo, od 1979.
- Madison, Wisconsin, SAD, od 1987.
- Matsuyama, Japan, od 1988.
- Lviv, Ukrajina, od 1989.
- Granada, Španjolska, od 1991.
- Isfahan, Iran, od 2000.
- Wiwilí, Nikaragva, od 2015.
- Suwon, Južna Koreja, od 2015.
- Tel Aviv-Yafo, Izrael, od 2015.

## Vanjske poveznice
- Službena stranica
- Studirati u Freiburgu

### Ostali projekti
|  | Zajednički poslužitelj ima još gradiva o temi Freiburg |